# Grønlands Amt
Grønlands Amt var fra 1953 til 1979 et dansk amt i arktis, der omfattede Grønland og dens tilknyttede øer, før Grønland blev tildelt hjemmestyre.

## Kommuner
Amtet bestod af de følgende 18 primærkommuner:
| - Egedesminde - Ammassalik - Jakobshavn - Scoresbysund - Ivittuut - Sukkertoppen | - Nanortalik - Narsaq - Godthåb - Frederikshåb - Qaanaaq - Julianehåb | - Christianshåb - Godhavn - Holsteinsborg - Upernavik - Uummannaq - Vaigat (fra 1972 del af Godhavn Kommune) |

## Administration
Fire personer nåede at tjene som landshøvning i Grønlands Amt:
| Årstal      | Navn                   |
| ----------- | ---------------------- |
| 1950 – 1960 | Poul Hugo Lundsteen    |
| 1960 – 1963 | Finn C. Nielsen        |
| 1963 – 1973 | Niels Otto Christensen |
| 1973 – 1979 | Hans Lassen            |

Landshøvdingen i Grønland var den øverste embedsmand i Grønland fra 1951 til 1979. Landshøvdingen fungerede som det grønlandske landsråds formand også fik ansvar for landsrådets og kommunalbestyrelsernes forvaltning, bolig- og erhvervsstøtte, personale- og lønspørgsmål samt vedrørende administrationen af de forskellige institutioner inden for politi og retspleje, Grønlands kulturelle råd, socialvæsen , sundhedsvæsen, skolevæsen, radiofoni og lignende.

## Historie
I 1953 sluttede Grønlands kolonistatus med oprettelsen af Danmarks Riges Grundlov i 1953. Da den koloniale status sluttede, blev Grønland indlemmet i Kongeriget Danmark som Amt, der gav grønlændere dansk indfødsret, som et resultat af dette, en ændring i dansk politik over for Grønland, der bestod af en strategi for kulturel assimilation. I denne periode fremmede den danske regering den eksklusive brug af dansk i officielle forhold og krævede grønlændere at rejse til Danmark for at de skulle tage en studentereksamen. En del grønlandske børn voksede op på kostskoler i det sydlige Danmark, hvor mange mistede deres kulturelle bånd til Grønland. Denne politik gav anledning til at føre den grønlandske kulturelle identitet tilbage, hvilket førte til en bevægelse til fordel for uafhængighed, der nåede sit højdepunkt i 1970'erne; på grund af dette et yderligere ønske om at etablere lovligheden af Grønlands status dannet i Danmark, hvilket resulterede i hjemmestyreloven af 1979, der gav Grønland begrænset autonomi med sin egen lovgivende forsamling (Grønlands Landsting) der gav nogen kontrol over intern politik, mens Kongerigets parlament (Folketinget) opretholdt fuldt ud kontrol med ekstern politik omhandlende sikkerhed og naturressourcer. Loven trådte i kraft den 1. maj 1979.[kilde mangler]